# Chi Cá sấu Caiman
Chi Cá sấu caiman (tên khoa học Caiman) là một chi cá sấu trong họ Cá sấu mõm ngắn (Alligatoridae). Có ba loài vẫn còn tồn tại và hai loài đã tuyệt chủng thuộc chi này. Chúng là các loài cá sấu tương đối nhỏ, chỉ dài khoảng một vài mét và cân nặng khoảng vài chục kg. Các loài cá sấu caiman chính là con mồi ưa thích của báo đốm Mỹ, dù là cá sấu nhưng với kích thước khá nhỏ, chúng dễ dàng bị báo đốm tấn công với một cú cắn thủng sọ.

## Các loài
- Caiman crocodilus (Cá sấu caiman đeo kính): Là một loài cá sấu được tìm thấy trong nhiều vùng ở Trung và Nam Mỹ. Nó sống trong một loạt các vùng đất thấp ẩm và các loại môi trường sống ven sông và có thể chịu được nước mặn cũng như ngọt; một phần do khả năng thích ứng này, nó là loài phổ biến nhất trong tất cả các loài cá sấu.
- Caiman latirostris (Cá sấu Caiman mõm rộng): Được tìm thấy ở miền đông và miền Trung Nam Mỹ, bao gồm cả Đông Nam Brasil, Bắc Argentina, Uruguay, Paraguay và Bolivia.[1] Nó được tìm thấy chủ yếu ở đầm nước ngọt, đầm lầy, và rừng ngập mặn.
- Caiman yacare (Cá sấu caiman Yacare): Loài này được Daudin mô tả khoa học đầu tiên năm 1802. Cá sấu Yacare nặng khoảng 60 kg, dài 2 mét. Loài cá sấu này có chiều dài trung bình từ 2-2,5 mét, nặng 60 kg. Cá sấu Yacare được gọi là sát thủ vùng sông nước Trung Nam Mỹ. Chúng thường ăn cá, chim, bò sát, động vật có vú nhỏ. Tuy nhiên, kích cỡ nhỏ cũng khiến chúng thường trở thành miếng mồi ngon cho loài báo và trăn châu Mỹ[2].
- Caiman lutescans là loài đã bị tuyệt chủng
- Caiman venezuelensis là loài đã bị tuyệt chủng)[3]